# Rakuska Polana

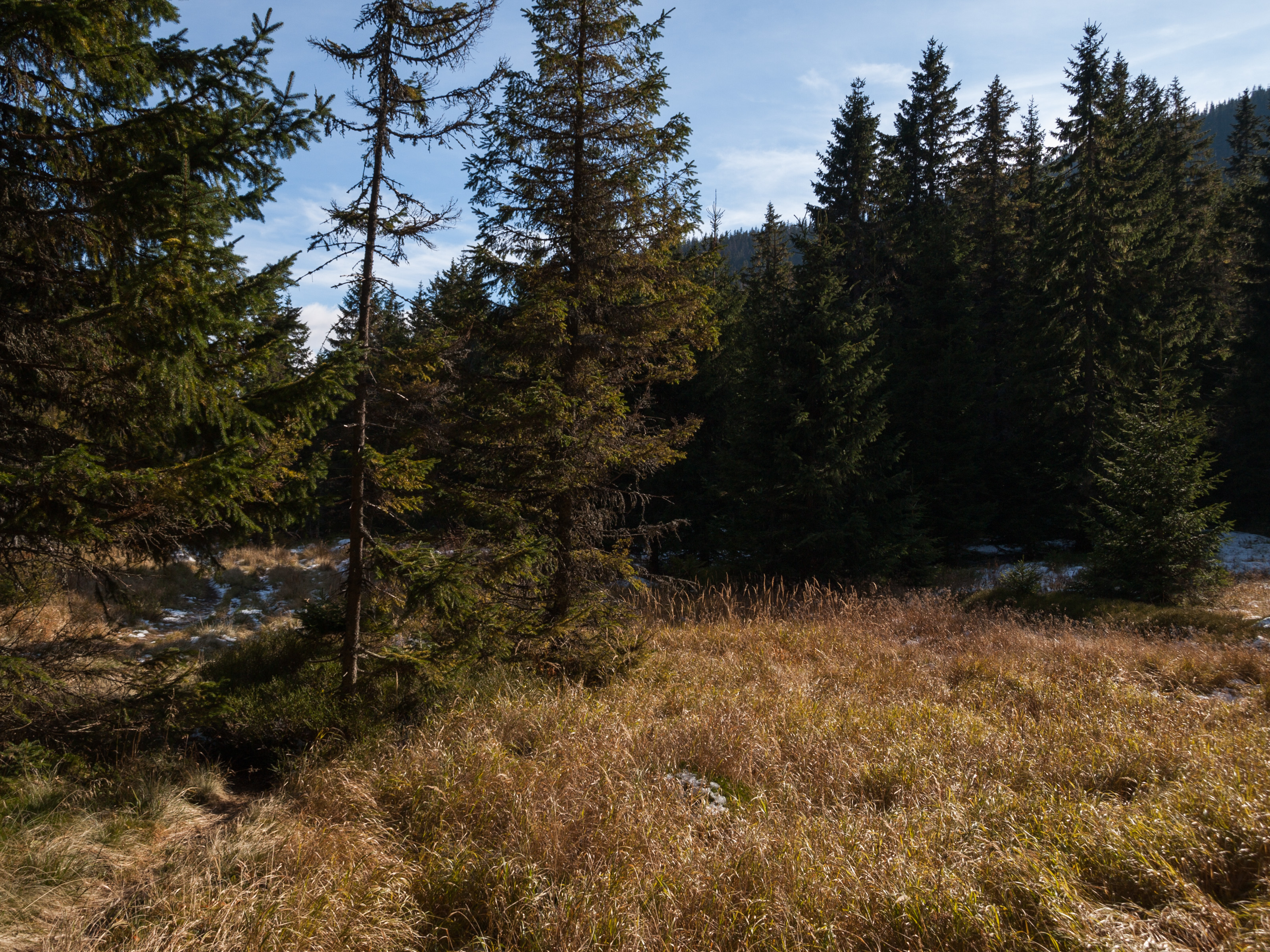
Rakuska Polana

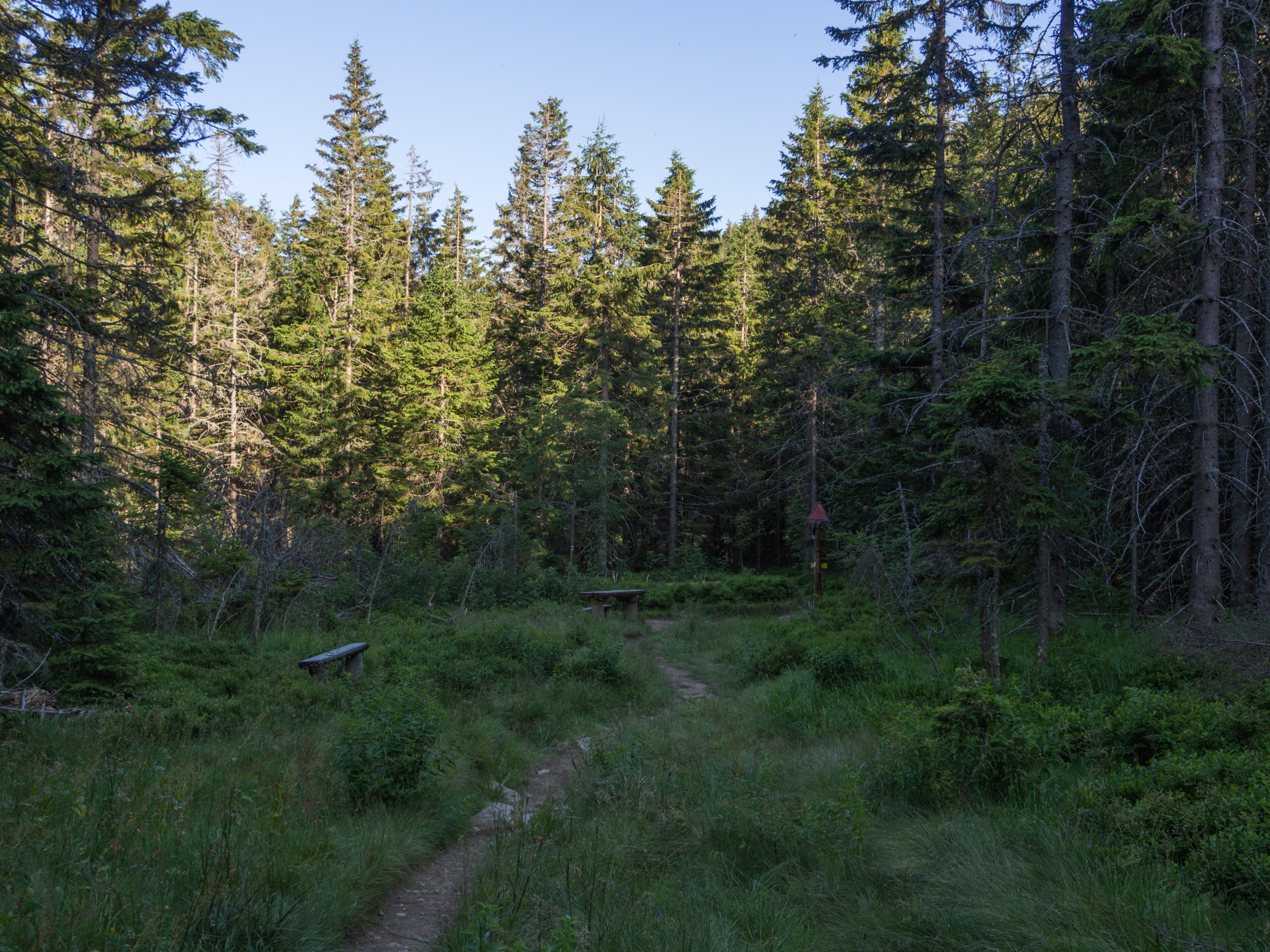
Rozdroże szlaków na południowo-wschodnim krańcu polany

Rakuska Polana, Wyżnia Polana Folwarska (słow. Vyšná Folvarská poľana, Horná Folvarská poľana lub poľana pod Svišťovkou) – położona na wysokości 1300–1350 m n.p.m. podłużna, zarastająca lasem polana na północno-wschodnich stokach Małej Rakuskiej Czubki w słowackich Tatrach Wysokich. Dawniej stoki Małej Rakuskiej Czubki wypasane były przez mieszkańców słowackiej miejscowości Folwarki (od 1948 nosi ona nazwę Stráne), na pobliskiej Folwarskiej Polanie mieli oni swoją wolarnię (budynek, w którym przebywali pasterze wołów).
9 sierpnia 1997 r. wydarzył się w tej okolicy bardzo rzadki w Tatrach przypadek. Turysta niemiecki, który zszedł ze ścieżki na niewielką polankę wśród kosówki, został zaatakowany przez dwuletniego niedźwiedzia, w wyniku czego doznał złamania dwóch żeber, kilku ran i wstrząsu mózgu.
Po zniesieniu wypasu Rakuska Polana niemal całkowicie zarosła lasem. Obecnie jest tu tylko rozdroże szlaków turystycznych Rázcestie Folvarská poľana.

## Szlaki turystyczne
– tzw. Łomnicka Pętla, niebieski szlak od Łomnickiego Stawu przez Niżnią Rakuską Przełęcz i rozdroże na Rakuskiej Polanie do dolnej stacji kolei linowej na Łomnicę (stacja Start). Czas przejścia:
- od Łomnickiego Stawu do Rakuskiej Polany 2.15 h, ↓ 1.45 h
- od Rakuskiej Polany do Startu: 1 h, ↓ 1.15 h

  – zielony szlak łącznikowy od Rakuskiej Polany do rozdroża szlaków turystycznych na Folwarskiej Polanie. Jest to jeden z najkrótszych znakowanych szlaków turystycznych w Tatrach, ma mniej niż 500 m. Czas przejścia 15 min, ↓ 20 min.